# Medicijnpaspoort
Een medicijnpaspoort, ook bekend als geneesmiddelenpaspoort of Europees Medisch Paspoort, is  een papier of digitaal "paspoort" dat de belangrijke medische informatie van de houder toont, zoals ziekte, aandoeningen, medicatie, belangrijke heelkundige ingrepen, contactgegevens van artsen, specialisten, familie en vrienden en persoonlijke gegevens als bloedgroep en zorgverzekering. Het geeft een compleet overzicht van alle medicijnen die een patiënt gebruikt, inclusief eventuele overgevoeligheden. Met het medicijnpaspoort kunnen patiënten in noodgevallen – of bij ernstige klachten – snel en adequaat geholpen worden in apotheken of ziekenhuizen in verschillende landen.
Het medicijnpaspoort is bij de apotheek te verkrijgen en bedoeld voor iedereen die medicijnen gebruikt, maar zeker voor diegenen die dagelijks meerdere soorten medicijnen gebruiken. De apotheker vult het paspoort volledig in. 
Het document is opgesteld in elf talen, waaronder het Nederlands, Engels, Frans en Spaans. In geval van nood is het medicijnpaspoort snel te herkennen voor artsen in binnen- en buitenland door het esculaapsymbool. In het medicijnpaspoort staan alle medicijnen die men gebruikt beschreven onder de naam van de werkzame bestanddelen en niet onder de merknaam, daar dit van land tot land kan verschillen. Het medicijnpaspoort wordt ook gebruikt om douanebeambten informatie te geven over medicijnen die de houder bij zich draagt. Zo wordt voorkomen dat medicatie aangezien wordt voor drugs.
Het medicijnpaspoort werd in Nederland in 2001 geïntroduceerd in papieren vorm om behandeling van in het buitenland vertoevende patiënten te vereenvoudigen. In 2011 is ook een digitaal Europees Medisch Paspoort, de Med1Pas, verschenen in de vorm van een USB-creditcard. Het hebben van een medicijnpaspoort is niet verplicht maar wordt door verschillende instanties en websites aangeraden.

## Speciale verklaring
Sommige mensen in Nederland gebruiken medicijnen die onder de opiumwet vallen. Hieronder vallen bijvoorbeeld sterke pijnstillers, opiaten zoals morfine, medicinale cannabis of methylfenidaat bij ADHD.
Voor reizen binnen de Schengenlanden is dan een zogenaamde Schengenverklaring nodig, ondertekend door de huisarts en goedgekeurd door de Inspectie Gezondheidszorg en Jeugd. Voor vakanties buiten de Schengenlanden moet ruim van tevoren toestemming worden gevraagd bij de ambassade van het betreffende land.